# Mediodactylus
Genre
Synonymes
- Carinatogecko Golubev & Shcherbak, 1981

Mediodactylus est un genre de gecko de la famille des Gekkonidae.

## Répartition
Les espèces de ce genre se rencontrent au Moyen-Orient, en Europe du Sud, en Asie centrale et en Asie du Sud.

## Liste des espèces
Selon The Reptile Database (11 avril 2013) :
- Mediodactylus amictopholis (Hoofien, 1967)
- Mediodactylus aspratilis (Anderson, 1973)
- Mediodactylus brachykolon Krysko, Rehman & Auffenberg, 2007
- Mediodactylus heterocercus (Blanford, 1874)
- Mediodactylus heteropholis (Minton, Anderson & Anderson, 1970)
- Mediodactylus ilamensis (Fathinia, Karamiani, Darvishnia, Heidari & Rastegar-Pouyani, 2011)
- Mediodactylus kotschyi (Steindachner, 1870)
- Mediodactylus narynensis (Jerjomtschenko, Zarinenko & Panfilow, 1999)
- Mediodactylus russowii (Strauch, 1887)
- Mediodactylus sagittifer (Nikolsky, 1900)
- Mediodactylus spinicauda (Strauch, 1887)
- Mediodactylus stevenandersoni (Torki, 2011)
- Mediodactylus walli (Ingoldby, 1922)

## Publication originale
- Szczerbak & Golubev, 1977  : Systematics of the Palearctic geckos (genera Gymnodactylus, Bunopus, Alsophylax). Proceedings of the Zoological Institute, Academy of Sciences of the USSR, vol. 74, p. 120-133.